# 下關市立大學
下關市立大學（日语：／ Shimonoseki shiritsu daigaku），是一所位於日本山口縣的公立大學。

## 概要

### 教育理念
下關市立大學的三個理念：
- 重視教育與研究的一體性，並以此為基礎創造新的知識。
- 以東亞為基點，面向國際的教育及研究。
- 扎根在地的教育與研究，成為地方上的知識中心。

## 沿革
- 1956年 下關商業短期大學開學。
- 1962年 改制為下關市立大學，設經濟學部經濟學科。
- 1983年 經濟學部增設國際商學科。
- 2000年 設立大學院。
- 2007年 法人化。
- 2011年 經濟學部增設公共管理學科。

## 組織

### 學部
- 經濟學部
  - 經濟學科
  - 國際商學科
  - 公共管理學科

### 大學院
- 經濟學研究科
  - 經濟・經營專攻

## 對外關係

### 國內
與同樣位於下關市內的東亞大學、梅光學院大學兩校設有學分互換制度。

### 海外
下關市立大學與下列海外學校有合作關係：
- 澳大利亞
  - 格里菲斯大學
  - 昆士蘭大學
- 加拿大
  - Algoma University（英语：Algoma University）
- 中國
  - 青島大學
  - 北京大學
- 德國
  - 路德維希港應用科學大學
- 韓國
  - 東義大學
  - 木浦大學
- 土耳其
  - 海峽大學
- 台灣
  - 國立聯合大學
  - 銘傳大學
- 美國
  - Los Medanos College（英语：Los Medanos College）

## 交通資訊
- 距離該校最近的鐵路車站是JR西日本的幡生車站，徒步約20分鐘。
- 搭乘山電交通（日语：サンデン交通）的巴士，於山之田站牌或大學町二丁目站牌下車。

## 外部連結
- （日語）下關市立大學（页面存档备份，存于）
- （日語）下關市立大學校友會（页面存档备份，存于）